# アーデルハイト・フォン・マイセン
アーデルハイト・フォン・マイセン（ドイツ語：Adelheid von Meißen,  1160年以降 - 1211年2月2日）は、ボヘミア王オタカル1世の最初の妃。オタカル1世がアーデルハイトとの結婚の解消と無効を宣言した時、アーデルハイトは多くの高位聖職者および高官を巻き込んで、長い間続く法的紛争を開始した。

## 生涯
アーデルハイトはマイセン辺境伯オットーとヘートヴィヒ・フォン・ブランデンブルク（ブランデンブルク辺境伯アルブレヒト1世の娘）との間に、1160年ごろに生まれた。アーデルハイトは1170年代、夫となるオタカル1世がボヘミアのプシェミスル家内部の争いの中で亡命生活を送っていた時に、オタカル1世と出会った。アーデルハイトとオタカル1世は、1178年に両家家族の出席も同意もないまま結婚した。この結婚はアーデルハイトの妊娠により強制された可能性もある。アーデルハイトはその後まもなく、息子ヴラチスラフを産んだ。
結婚後まもなく、オタカル1世の兄ベドジフがボヘミア公となり、オタカル1世をモラヴィアにおける軍の指揮者に任命したため、オタカル1世はアーデルハイトとともにボヘミアに帰還した。1192年、オタカル1世がボヘミア公位につき、ホーエンシュタウフェン家の神聖ローマ皇帝ハインリヒ4世にも認められた。しかし、その後まもなくオタカル1世は支持を失い廃位され、妃アーデルハイトおよび4人の子供らとともに再びボヘミアを去らなくてはならなくなった。
アーデルハイトはマイセンの兄アルブレヒト1世の宮廷を訪れた。一方オタカル1世は、ハインリヒ4世の弟フィリップとヴェルフ家のオットーとの間の王位をめぐる争いの中で利益を得るためにドイツ諸侯の傭兵となった。このときにアーデルハイトとオタカル1世の仲は疎遠となった。
1197年の終わりまでに、オタカル1世は弟ヴラジスラフ3世と妥結し、再びボヘミア公位についた。そして最終的に、フィリップが発布した「シチリアの金印勅書」によってボヘミア王となった。その後まもなく、オタカル1世はアーデルハイトとの結婚と成人した息子ヴラチスラフの嫡出を無効とした。このときオタカル1世は少なくとも40歳になっており、後継者を失うリスクがあった。アーデルハイトと娘たちは再びマイセンにとどまったが、息子ヴラチスラフはドイツとイタリアで傭兵となった。
1199年、オタカル1世は近親婚を理由にアーデルハイトと正式に離婚した。両者ともハインリヒ・フォン・シュヴァインフルトおよびポーランド王ミェシュコ2世の子孫であった。オタカル1世は同年のうちにハンガリー王ベーラ3世の娘コンスタンツィエと結婚したが、コンスタンツィエとオタカル1世も血縁にあたっていた。

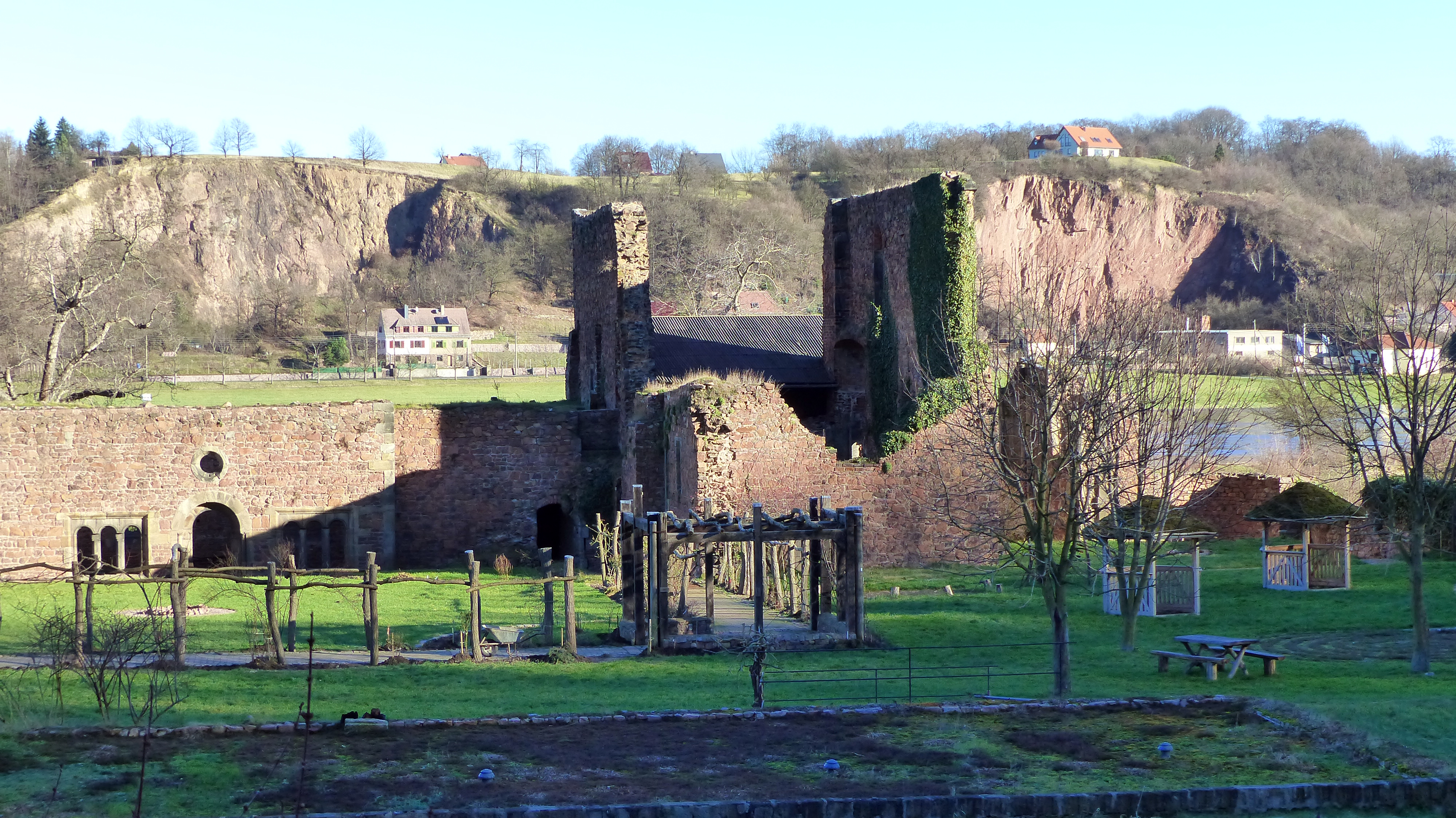
聖十字修道院の遺構（マイセン）

しかし、アーデルハイトは自らの権利を放棄するつもりも子供達が庶子とされるを認めるつもりもなかった。1199年にアーデルハイトは訴訟を開始し、ホーエンシュタウフェン家および教皇インノケンティウス3世に支援を求めた。ドイツ王位をめぐる争いの中で、ホーエンシュタウフェン家およびヴェルフ家の双方がお互いにアーデルハイトの権利を支持した。1205年、オタカル1世がフィリップとの合意に署名した後、しばらくの間プラハに戻ることができた。さらに、オタカル1世とコンスタンツィエとの間の長男が早世し、オタカル1世はアデライードとの間の娘マルケータをデンマーク王ヴァルデマー2世と結婚させることを決めた。しかし、1205年にコンスタンツィエが後に王位を継承することになる息子ヴァーツラフ1世を産んだため、アーデルハイトは娘たちとともにボヘミアを去った。アーデルハイトはマイセンの聖十字修道院に隠棲した。
教皇インノケンティウス3世は、アーデルハイトの裁判を目的のために依然として利用し続けていたが、最終的に結婚の無効を合法と認めた。アーデルハイトは争いを続けていたが、1210年に敗北した。その1年後、アーデルハイトはマイセンで死去した。

## 子女
- ヴラチスラフ（1181年以前 - 1225年以前）[1]
- マルケータ（1186年頃 - 1212年）[1] - デンマーク王ヴァルデマー2世と結婚
- ボジスラヴァ（1197年以前 - 1238年以前2月6日） - オルテンブルク伯ハインリヒ1世と結婚
- ヘドヴィカ - ゲルンローデ修道院（英語版）およびプラハの聖イジー修道院の修道女